# Ортоцентрическая система

Ортоцентрическая система. Любая точка является пересечение мысот (ортоцентром) треугольника, образованного другими тремя точками.

Ортоцентрическая система - это множество, состоящее из четырёх точек на плоскости, 
одна из которых является пересечением высот треугольника, образованного другими тремя точками.
Эквивалентно, прямые, проведённые через непересекающиеся пары точек (в смысле теории множеств), перпендикулярны,
и четыре окружности, проходящие через любые три точки этого множества, имеют один и тот же радиус.
Если четыре точки образуют ортоцентрическую систему, то любая из четырёх точек является пересечение высот треугольника, образованного остальными тремя.
Эти четыре возможных треугольника имеют одну и ту же окружность девяти точек.
Следовательно, эти четыре возможных треугольника должны все иметь описанные окружности одного и того же радиуса.

## Общая окружность девяти точек

Общая окружность девяти точек,
где N, O4, A4 есть центр окружности девяти точек, центр описанной окружности и точка пересечения высот (ортоцентр) соответственно
треугольника, образованного тремя другими ортоцентрическими точками A1, A2, A3.

Центр этой общей окружности девяти точек является барицентром четырёх ортоцентрических точек.
Радиус общей окружности девяти точек является расстоянием от центра окружности девяти точек до середины любого из шести отрезков, соединяющих пары ортоцентрических точек,
а значит, все эти середины лежат на окружности девяои точек.
Окружность девяти точек проходит также через три основания высот четырёх возможных треугольников.
Центр этой общей окружности девяти точек лежит посередине отрезка, соединяющего любую из ортоцентрических точек с центром описанной окружности треугольника,
образованного другими тремя ортоцентрическими точками.
Общая окружность девяти точек касается всех 16 вписанных и вневписанных окружностей четырёх треугольников, вершины которых образуют ортоцентрическую систему.

## Общий ортотреугольник, центр его вписанной окружности и центры его вневписанных окружностей
Если шесть отрезков, соединяющих любое множество ортоцентрических точек расширить до прямых, они образуют семь точек пересечения.
Четыре точки - это исходные ортоцентрические точки, а дополнительные три точки - это основания высот.
Соединение этих трёх точек в треугольник образует ортотреугольник (или треугольник высот), который один и тот же, какие бы мы три точки из четырёх не взяли
в качестве исходных вершин треугольника.
Центр вписанной окружности этого общего ортотреугольника должен совпадать с одной из четырёх исходных четырёх ортоцентрических точек.
Более того, три оставшиеся точки становятся центрами вневписанных окружностей этого общего ортотреугольника.
Ортоцентрическая точка, которая становится центром вписанной окружности ортотреугольника, это та из точек, которая находится ближе остальных к
центру окружности девяти точек.
Эта связь ортотреугольника и исходных четырёх ортоцентрических точек ведёт напрямую к факту, что центр вписанной окружности
и центры вневписанных окружнотей образуют ортоцентрическую систему.
Естественно выделять одну из ортоцентрических точек, а именно, ту, которая являнтся центром вписанной окружности.
Эта точка обозначается H как ортоцентр оставшихся трёх точек, которые выбраны в качестве исходного треугольника △ABC.
В этой нормализованной конфигурации точка H будет всегда лежать внутри треугольника △ABC,
а все его углы будут острыми.
Четыре треугольника, о которых упоминалось выше, это △ABC, △ABH, △ACH, △BCH.
Шесть отрезков, упомянутых выше, это AB, AC, BC, AH, BH, CH.
Семь пересечений, о которых говорилось выше, это A, B, C, H (исходные ортоцентрические точки), HA, HB, HC
(основания высот треугольника △ABC, они же вершины ортотреугольника).

## Ортоцентрическая система и её оси
Ось высот,
соответствющая нормализованной ортоцентрической системе A, B, C, H, где △ABC - исходный треугольник,
это прямая, проходящая через три точки пересечения, которые получаются,
если продолжять стороны треугольника высот до пересечения со сторонами исходного треугольника.
Теперь рассмотрим другие три возможных треугольника △ABH, △ACH, △BCH.
Каждый из них имеет свою собственную ось высот.

## Прямые Эйлера и гомотетичные ортоцентрические системы

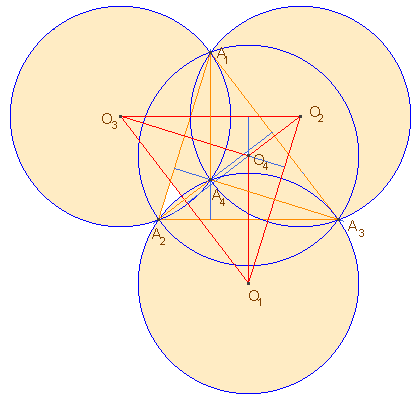
Ортоцентрическая система.
Здесь O1, O2, O3, O4
являются ценрами описанных окружностей для четырёх возможных треугольников, образуемых точками ортоцентрической системы A1, A2, A3, A4.

Пусть вектора a, b, c, h определяют положение каждой из
четырёх ортоцентрических точек и пусть n = (a + b + c + h) / 4
будет вектором, соответствующим точке N, центру общей окружности девяти точек.
Соединим каждую из ортоцентрических точек с их общим центром окружности девяти точек, а затем продолжим полученные отрезки до прямых.
Эти четыре прямые теперь представляют прямые Эйлера четырёх возможных треугольников,
где прямая HN является прямой Эйлера треугольника △ABC, а прямая AN является прямой Эйлера
треугольника △BCH и так далее.
Если точка P выбрана на прямой Эйлера HN исходного треугольника △ABC
с соответствующим ей вектором p = n + α(h – n),
где α - константа, не зависящая от положения четырёх ортоцентрических точек, и три другие точки
PA, PB, PC, где pa = n + α(a – n) и так далее), 
то P, PA, PB, PC образуют ортоцентрическую систему.
Эта вновь образованная ортоцентрическая система всегда гомотетична исходной системе,
при этом общий центр окуржности девяти точек является центром гомотетии, а α является коэффициентом подобия.
Если в качестве P выбран барицентр G, то α = –⅓.
Если в качестве P выбран центр описанной окружности O, то α = –1
и образованная орточентрическая система конгруэнтна исходной системе
и является отражением относительно центра окружности девяти точеs.
В этой конфигурации PA, PB, PC образуют треугольник Джонсона
исходного треугольника △ABC.
Следовательно, описанные окружности четырёх треугольников △ABC, △ABH, △ACH, △BCH
равны и образуют множество окружностей Джонсона, что показано на рисунке справа.

## Дальнейшие свойства
Четыре прямые Эйлера ортоцентрической системы ортогональны четырём осям высот ортоцентрической системы.
Шесть отрезков, соединяющих пары точек исходной ортоцентрической системы, образуют ортогональные пары,
при этом выполняются равенства
{\displaystyle {\overline {AB}}^{2}+{\overline {CH}}^{2}={\overline {AC}}^{2}+{\overline {BH}}^{2}={\overline {BC}}^{2}+{\overline {AH}}^{2}=4R^{2}}
где R - общий радиус описанных окружностей всех возможных треугольников.
Это равенстов вместе с теоремой синусов приводит к тождеству
{\displaystyle {\frac {\overline {BC}}{\sin A}}={\frac {\overline {AC}}{\sin B}}={\frac {\overline {AB}}{\sin C}}={\frac {\overline {HA}}{|\cos A|}}={\frac {\overline {HB}}{|\cos B|}}={\frac {\overline {HC}}{|\cos C|}}=2R.}
Теорема Фейербаха утверждает, что окружность девяти точек касается вписанной и трёх вневписанных окружностей исходного треугольника.
Поскольку окружность девяти точек общая для всех четырёх треугольников ортоцентрической системы, она касается 16 окружностей,
вписанных и вневписанных для всех четырёх возможных треугольников.
Коническое сечение, проходящее через четыре ортоцентрические точки, может быть только прямоугольной гиперболой.
Это результат теоремы Фейербаха о кониках которая утвеждает, что для всех описанных коник исходного треугольника,
которые проходят также через его пересечение высот,
геометрическое место точек центров таких коник образует окружность девяти точек и коники могут быть только пряямоугольными гиперболами.
Геометрическое место точек полюсов этого сенмйства прямоугольных гипербол всегда лежит на четырёх осях высот.
Так что, если гипербола нарисована через четыре ортоцентрические точки, она будет иметь один фиксированный центр на окружности девяти точек,
но она будет иметь четыре полюса по одному на каждой оси высот четырёх возможных треугольников.
Одна точка на окружности девяти точек, являющаяся центром прямоугольной гиперболы, будет иметь четыре различных определения, в зависимости от того,
какой из четырёх возможных треугольников рассматривается как исходный.
Хорошо описаны рпрямоугольные гиперболы, которые проходят через четыре ортоцентрические точки, это описанные гиперболы Фейербаха, Джерабика и
Киперта рассматриваемого теугольника △ABC в нормализованной системе с H в качестке отроцентра.
Четыре возможных треугольника имеют набор из четырёх вписанных конических сечений,
известных как вписанные ортоконики и они имеют общие свойства.
Касание этих коник с четырьмя взможными треугольниками происходит в точках их общего треугольника высот.
В нормализованной ортоцентрической системе вписанная ортоконика, касающаяся сторон треугольника △ABC,
является вписанным эллипсом, а вписанные ортоконики других трёх треугольников являются гиперболами.
Эти четыре вписанные ортоконики имеют одну и ту же точку Брианшона H,
ортоцентрическую точку ближайшую к центру общей окружности девяти точек.
Центры этих вписанных ортоконик являются симедианами K четырёх возможных треугольников.
Имеется много задокументированных кубик (кривых третего порядка), которые проходят через
рассматриваемый треугольник и пересечение его высот.
Описанное коническое сечение, известное как ортоконика K006,
интересно тем, что оно проходит через три отроцентрические системы, а также через три вершины ортотреугольника (но не через пересечение высот ортотреугольника).
Три ортоцентрические системы здесь - центр вписанной окружности и вневписанных окружностей,
исходный треугольник и его пересечение высот и, наконец, ортоцентр исходного треугольника вместе с тремя точками пересечения
этой кубики с описанной вокруг исходного треугольника окружности.
Любые две полярные окружности двух треугольников ортоцентрической системы ортогональны
.